# Orden des Weißen Adlers (Polen)

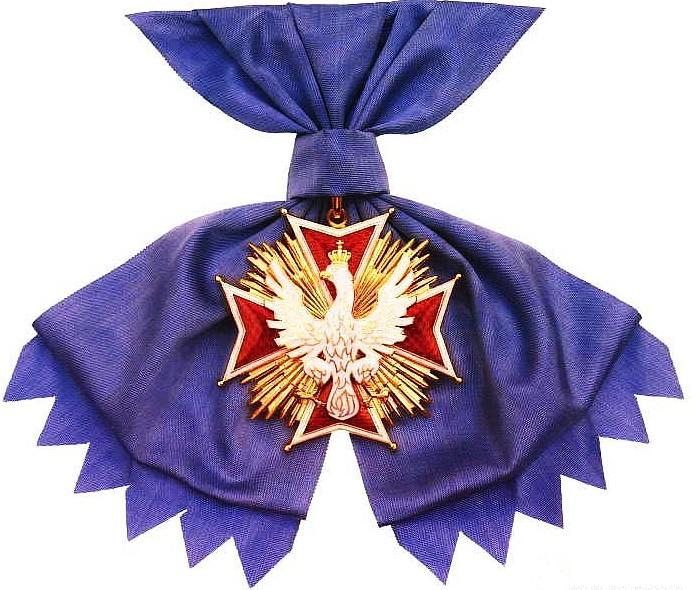
Orden des Weißen Adlers

Bandschnalle

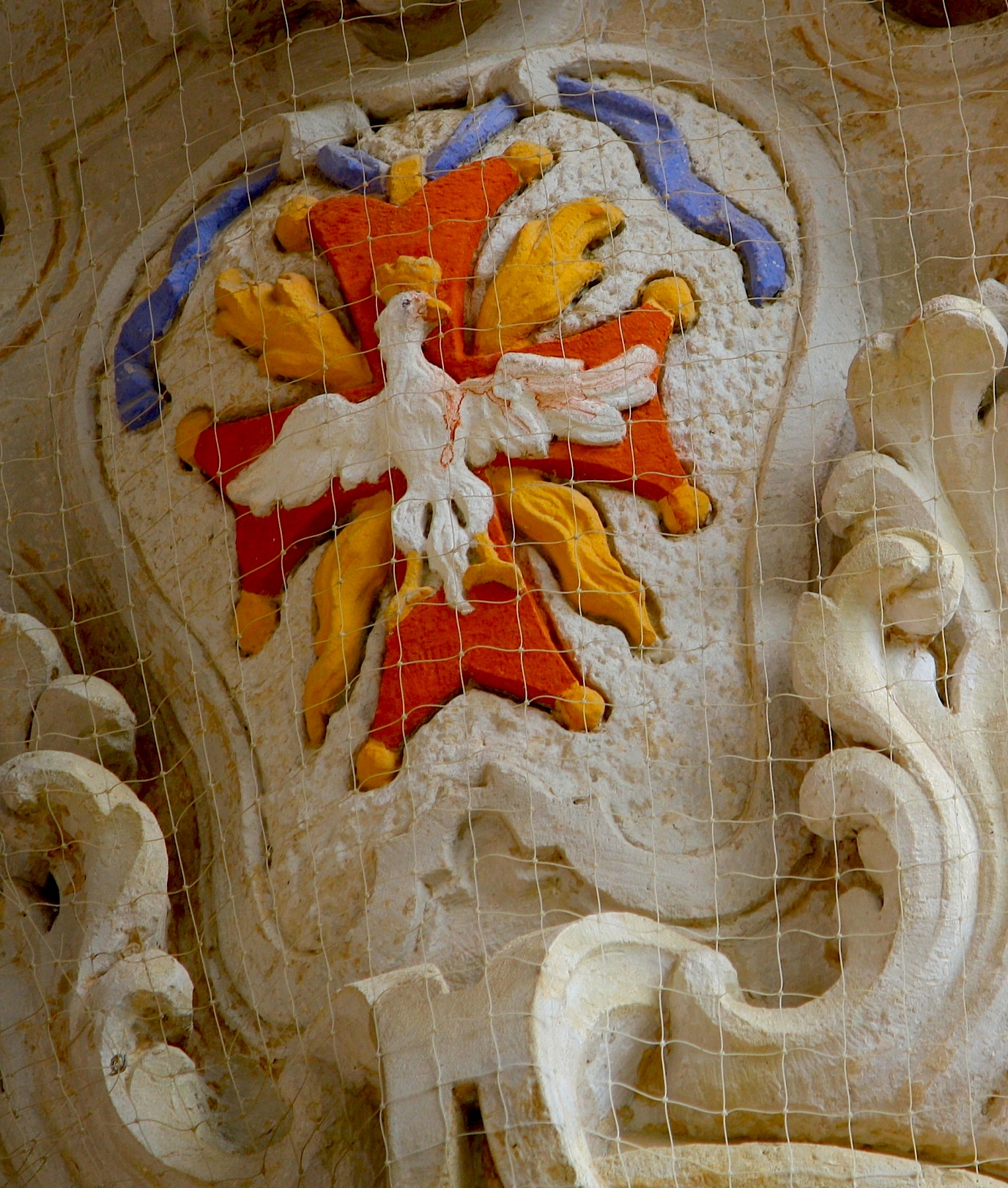
Ordenskreuz des Weißen Adlers in Schloss Pillnitz

Der Orden des Weißen Adlers (polnisch Order Orła Białego) ist das höchste Ehrenzeichen der Dritten Republik Polen und war die höchste Auszeichnung der Ersten Republik Polen, des Herzogtums Warschau, Kongresspolens (bis 1831) und der Zweiten Republik Polen (1918–1945).
Der Orden wurde 1705 von dem in Bedrängnis geratenen König August dem Starken nach dem Vorbild des Schwarzen Adlerordens gestiftet.
Von Kaiser Nikolaus I. dem russischen Ordenssystem im Jahre 1831 als Kaiserlich-Königlicher Orden vom Weißen Adler (russisch Орден Белого орла/Ordjen Bjelogo orla) einverleibt, wurde er 1921 vom Sejm der Zweiten Republik wiedergegründet.

## Geschichte
König Władysław IV. Wasa versuchte im Jahr 1634, einen Orden „Zur unbefleckten Empfängnis der Heiligen Jungfrau Maria“ zu gründen. Der Entwurf des Ordenszeichens erinnert an den späteren Orden vom Weißen Adler. Man berief sich auf eine angebliche Gründung des Königs Władysław I. Ellenlang aus dem 14. Jahrhundert, die eher in den Bereich der Legende zu verweisen ist. Das Projekt stieß als Verletzung des Prinzips der Gleichheit unter dem Adel auf heftigen Widerstand des kleineren Adels und muss fallengelassen werden. König August der Starke wurde 1704 vom Schwedenkönig Karl XII. zum Verzicht auf den polnischen Thron gezwungen und floh nach Dresden. Stanislaus I. Leszczyński wurde zum neuen König von Polen gewählt. August verhandelte 1705 in Tykocin, einem Schloss im damaligen Podlachien, mit Zar Peter I. und einer Gruppe polnischer Gegner Karls XII. Zur Belohnung seiner Anhänger stiftete er die erste Medaille des Weißen Adlers in der oben beschriebenen Form, die an acht Personen, darunter vier polnische Magnaten, drei russische Feldmarschälle (u. a. Peter von Lacy) und einen Ataman der Kosaken ausgeteilt wurde.

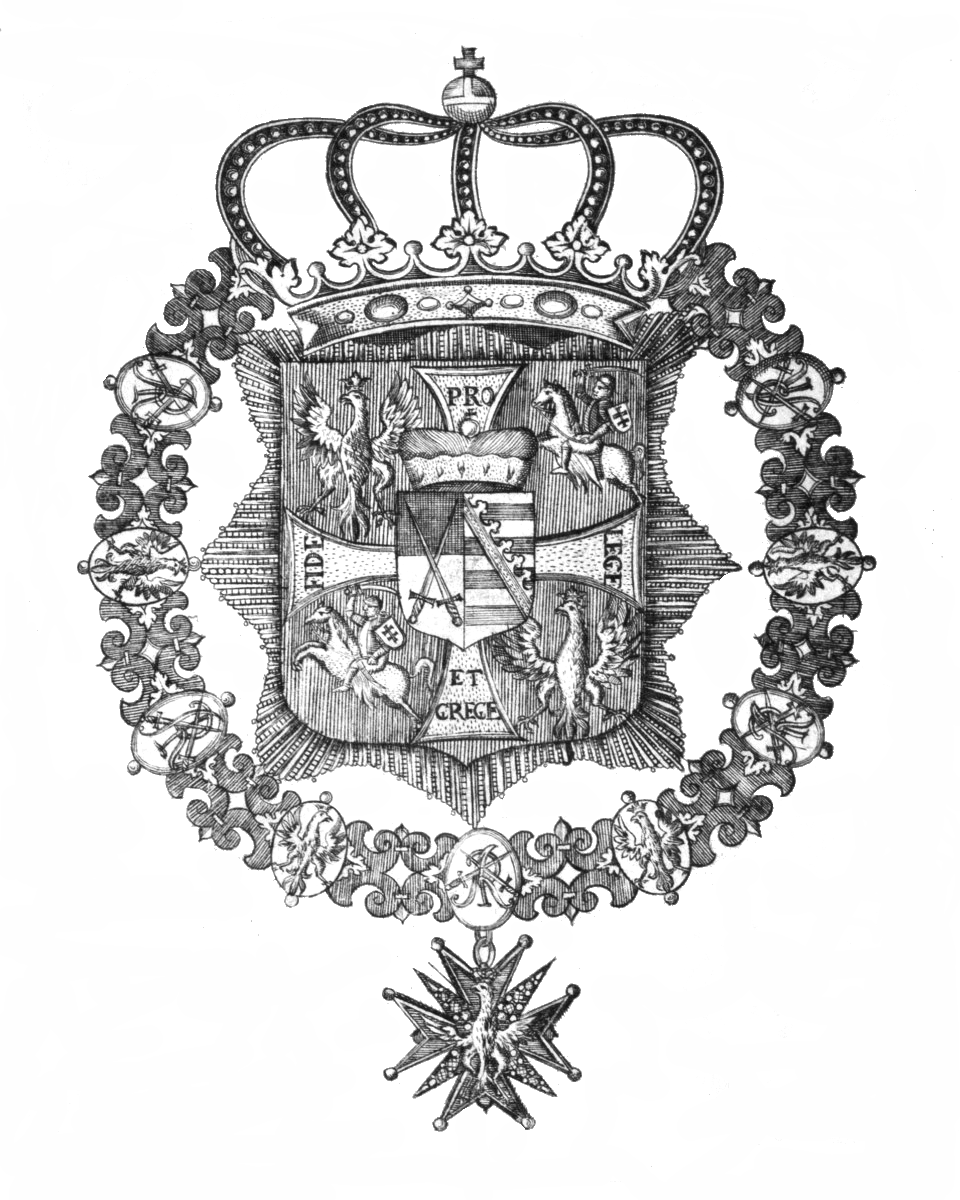
Großmeisterwappen Augusts des Starken

August der Starke starb im Jahre 1733. Bis zu seinem Tode hat er nur etwa 40 Ritter des Weißen Adlers ernannt. Von 1733 bis 1763 regierte sein Sohn August III. unter dem Einfluss Heinrichs von Brühl in Polen und Sachsen. Der Orden vom Weißen Adler wurde zu einem Handelsobjekt, dessen Ritterwürde für 10.000 alte Złoty bei Brühl käuflich war. Etwa 330 Verleihungen wurden vorgenommen, davon 160 zwischen 1753 und dem Tod Augusts III. 1763. Zur Krönung seines Nachfolgers Stanislaus’ I. am 25. November 1764 wurden nur drei neue Ritter ernannt – Fürst Adam Kazimierz Czartoryski, Fürst Michał Poniatowski, Bruder Stanisław Poniatowskis, und der russische Botschafter, Fürst Nikolai Repnin. Unter der Regierung des letzten Königs von Polen, Stanisław II. August entstanden 1777 die ersten Statuten des Ordens. Die Zahl der Ordensritter wurde auf 150 beschränkt, ausgenommen Uns, den Großmeister, Herren und Fürsten, die in fremden Ländern regieren, verdiente und redliche Ausländer oder solche, die Uns besonders empfohlen werden, und letztendlich Ritter, die von Unseren Vorgängern ernannt worden sind. Der Ordenskandidat musste acht adlige Ahnen auf Schwert- und Spindelseite vorweisen. Ein Ordenskapitel mit Kanzler, Vizekanzler, Almosenier und Schatzmeister wurde geschaffen. Bei der Aufnahme in den Orden sollten die Ritter 50 Złoty entrichten, die jährliche Abgabe für Wohltätigkeitszwecke betrug neun Złoty, davon ein Złoty für Begräbniskosten der verstorbenen Ritter. 1789 wurde die Aufnahmegebühr auf die hohe Summe von 100 Złoty erhöht. In diesem Jahre entstand das Projekt der Stiftung einer zweiten Klasse des Weißen Adlers und des Stanislausordens, die aus Halsdekorationen bestehen sollte und keinen Bruststern hatte. Dieses wurde nicht mehr verwirklicht.
Der König von Sachsen und Herzog von Warschau Friedrich August I. ernannte 1807, nach zwölfjähriger Pause, zwei neue Ritter des Ordens. Der Orden wurde im Herzogtum Warschau sehr spärlich vergeben, insgesamt gab es bis 1815 etwa zehn Verleihungen. Kaiser Alexander I. ernannte 1815 als König von Polen acht neue, ausschließlich polnische, Ritter. Von 1819 bis 1828 wurden etwa 40 Ritter ernannt, davon nur zwei Polen, die restlichen 38 waren Russen. Nach der Niederlage des polnischen Novemberaufstandes von 1831 wurde der Orden durch einen Ukas des Zaren Nikolaus I. dem russischen Ordenssystem einverleibt. Bis 1916 wurde der Orden an sehr viele Personen (um 1200) verliehen, unter ihnen nur 66 Polen, russische und österreichische Untertanen. Im wiedererstandenen Polen legte man dem Reichsverweser Józef Piłsudski 1920 einen Entwurf zur Neustiftung des Weißen Adlers vor. Die Auszeichnung sollte die fünf üblichen Klassen der Ehrenlegion haben, die Dekoration des Ordens an die seiner Frühzeit anknüpfen, jedoch mit weißem Schulterband, und die Devise Pro fide, lege et grege lauten. Dieses Projekt wurde nicht verwirklicht. Der Orden wurde am 15. März 1921 wiederhergestellt (siehe oben); von 1921 bis 1938 werden nur 24 polnische Ritter ernannt. 1924 wurde ein Ordenskapitel geschaffen. Die Ordensbeamten sind Kanzler, Sekretär und Schatzmeister. Als Großmeister fungiert kraft seines Amtes der jeweilige Staatspräsident. Bis 1945 verlieh die polnische Exilregierung in London den Weißen Adler an einige ausländische Persönlichkeiten. Es wurden keine neuen polnischen Ritter ernannt, der jeweilige Staatspräsident von Polen im Exil besaß den Orden kraft seines Amtes. In der Volksrepublik Polen wurde der Orden nicht mehr verliehen, befand sich aber im Verzeichnis der staatlichen Auszeichnungen, da viele Ritter noch lebten. Nach langen Diskussionen im Kreise der kommunistischen Machthaber über die Wiederbelebung des Ordens vom Weißen Adler wurde er schließlich 1974 nicht erneuert. Stattdessen schuf man den fünfklassigen Verdienstorden der Volksrepublik Polen, der bis heute am Ordensband des Weißen Adlers getragen wird. Im Dezember 1990 wurde Lech Wałęsa in den ersten freien Präsidentschaftswahlen nach 1945 als Staatspräsident gewählt. Der letzte Londoner Exilpräsident Ryszard Kaczorowski übergab ihm in einer feierlichen Zeremonie die alten Präsidentschaftsinsignien mit Insignien des Ordens vom Weißen Adler. Der Orden wurde am 16. Oktober 1992 wiederhergestellt.
Nach dem Sturz der Monarchien in Mitteleuropa rangiert heute der Weiße Adler (Gründungsjahr 1705) an 16. Stelle in der Anciennität der heute von Souveränen verliehenen Orden und Ehrenzeichen, hinter den während der Reconquista gegründeten Ritterorden von Alcántara (1154), Santiago und Calatrava (1158), Avis (1166), des heiligen Jakob vom Schwert (1290), Montesa (1317), Jesu Christi (1319), dem britischen Hosenbandorden von 1350, dem Orden vom Goldenen Vlies von 1429, dem dänischen Elefanten-Orden (um 1430), dem Turm- und Schwertorden von 1459, dem päpstlichen Orden vom Goldenen Sporn von 1559, dem dänischen Dannebrogorden von 1674, dem schottischen Distelorden von 1687 und dem russischen Orden des Heiligen Andreas des Erstberufenen von 1698.

## Insignien des Ordens

### Erste Republik Polen (Wahlkönigreich) 1705–1795
Das erste Ordenszeichen des Weißen Adlers war ein ovales Medaillon. Es war rot emailliert, besaß im Avers eine Abbildung des polnischen Adlers und die Inschrift Pro fide, rege et lege und im Revers das königliche Monogramm AR (Augustus Rex, König August), das von einem grünen Lorbeerkranz umgeben war. Das Medaillon wurde an einem schmalen blauen Band um den Hals getragen.

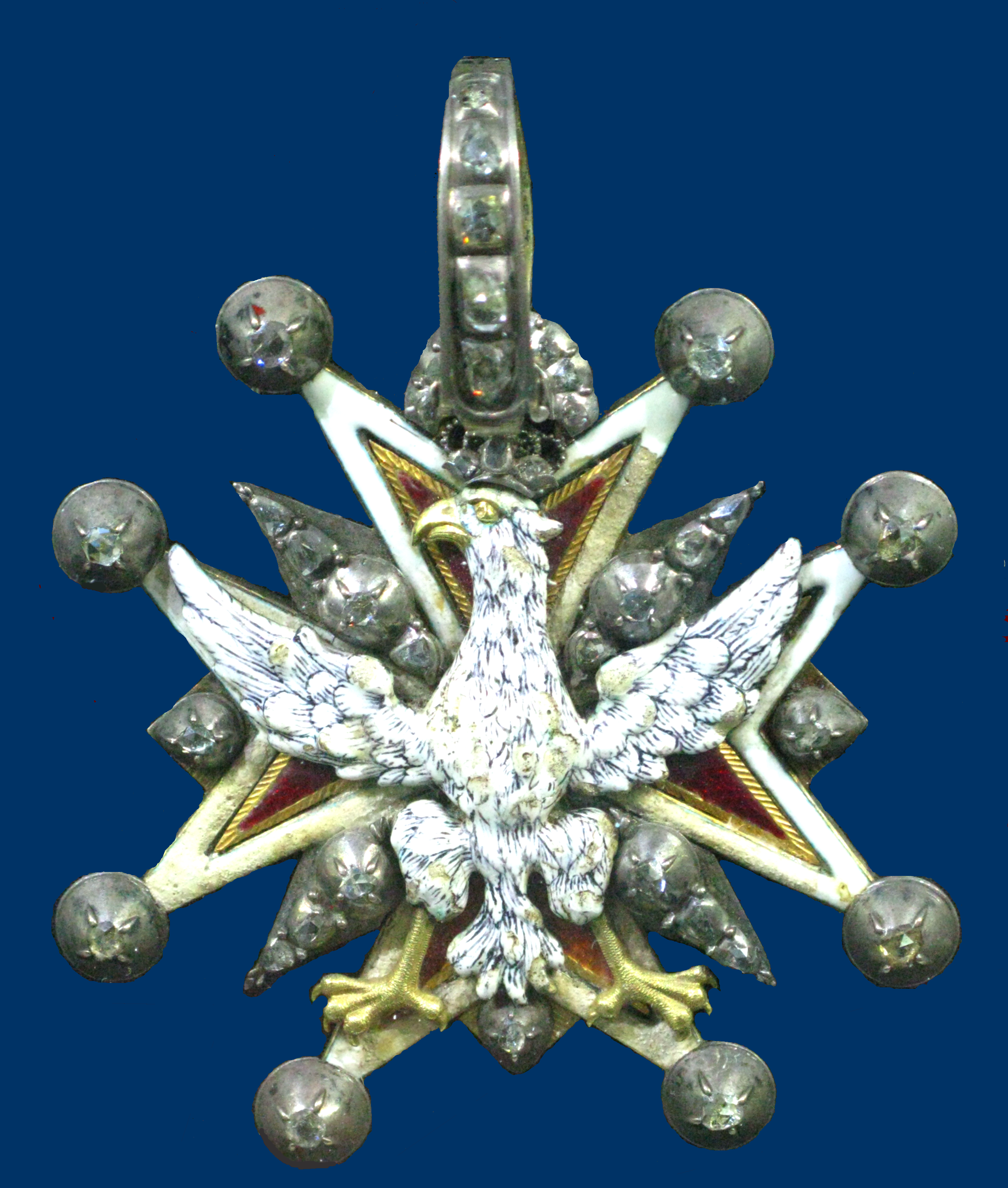
Ordenskreuz
(18. Jahrhundert)

Um 1710 ersetzte man die Medaille durch das rot emaillierte Kreuz, das im Avers die Abbildung des Weißen Adlers trug und an einer goldenen Königskrone hing. Im Revers besaß das Kreuz ein weißes Medaillon mit dem königlichen Monogramm AR, und unter diesem ein kleines weißes Kreuz, welches sich auf die zwei gekreuzten Kurschwerter (für Kursachsen) stützte. Sämtliche Ordenskreuze und -sterne waren brillantiert. Die Aufhängung an der Königskrone wurde bald abgeschafft. Der in Silber gestickte Ordensstern war achtstrahlig und trug ein silbernes Ordenskreuz mit der Inschrift Pro fide, rege et lege (Für Glauben, König und Gesetz), die Insignien des Souveräns die Inschrift Pro fide, lege et grege (Für Glauben, Gesetz und Nation). Das Kreuz wurde an einer weißen Schärpe mit zwei beiderseitigen roten Streifen getragen, die aber schon 1713 durch die bis heute gebräuchliche hellblaue ersetzt wurde. Die Ordenskette (Collane), die nur vom König getragen werden durfte, bestand aus weißen gekrönten polnischen Adlern mit vollen Regalien und abwechselnd aus ovalen Medaillons mit dem Monogramm AR. In dieser Form bestand der Orden bis zum Tod des Königs August III. 1763. In dieser Zeit genoss der Orden kein hohes Ansehen in Polen, weil er vom König reichlich vor allem an politische Freunde vergeben wurde.
König Stanislaus II. August, der ab 1764 regierte, entfernte das Monogramm AR vom Revers und ersetzte es durch ein Marienmonogramm. Die Brillantierung des Kreuzes und des Bruststerns wurde abgeschafft. Auf der Collane wurden die Wettiner Monogramme durch ovale, blau emaillierte Medaillons mit dem Namen Maria ersetzt. Dieses Aussehen behielten die Insignien des Weißen Adlers bis zur Dritten Teilung Polens im Jahre 1795.

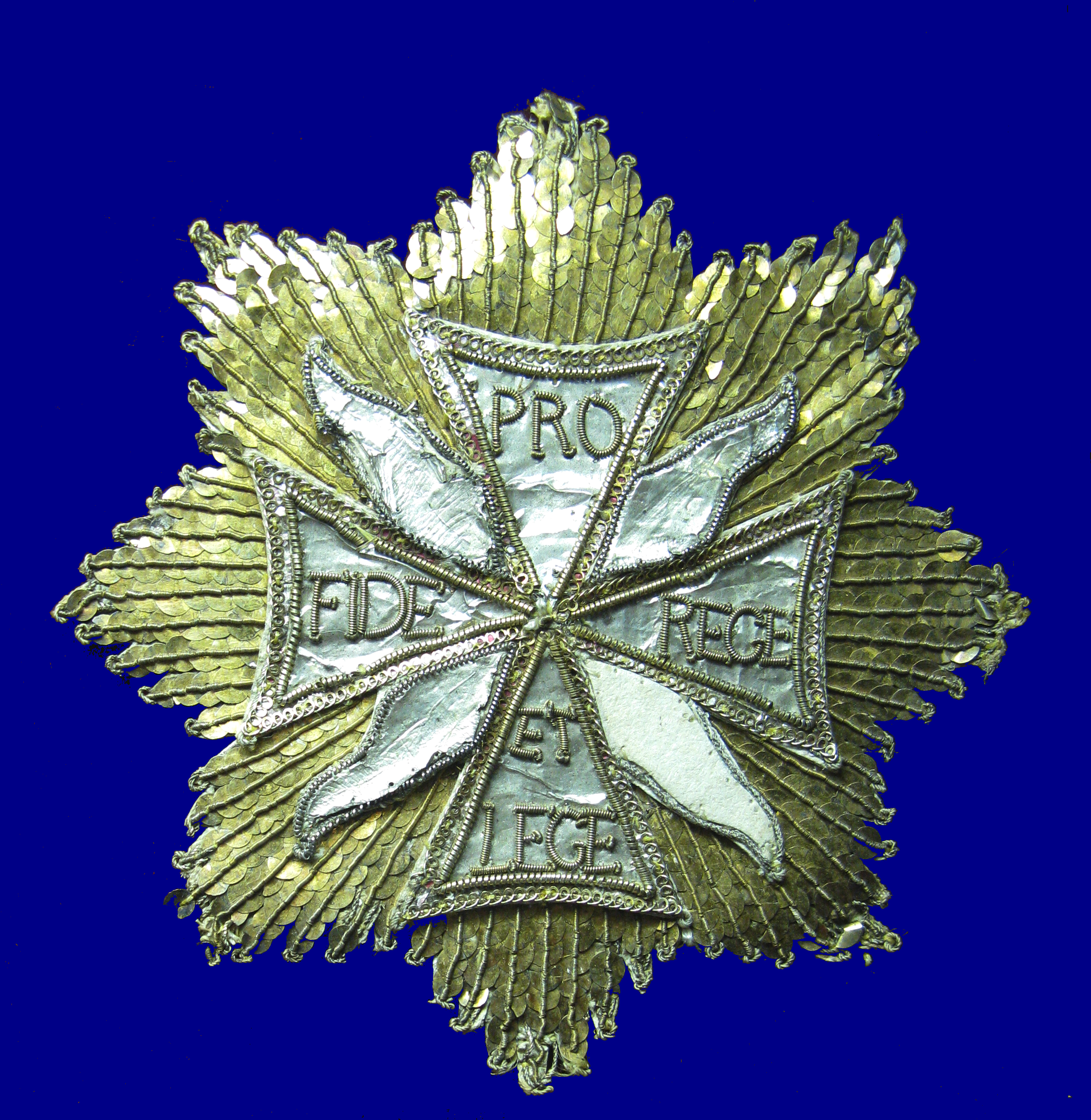
Gestickter Ordensstern
(18. Jahrhundert)

### Herzogtum Warschau und Kongresskönigreich Polen 1807–1831
Der Avers des Kreuzes blieb unverändert, der Revers war rot emailliert, in der Mitte ein goldenes Medaillon mit einem weißen gekrönten Kreuz, das von den blauen Buchstaben FA (Friedrich August I., König von Sachsen und Herzog von Warschau) umschlungen war. Die Arme des Kreuzes im Revers trugen die Inschrift Pro fide, rege et lege. Die Insignien des Staatsoberhauptes trugen die Inschrift Pro fide, lege et grege.
Der Ordensstern war golden und trug das Ordenskreuz (ohne den Adler), mit der Inschrift Pro fide, lege et rege auf den Armen. Zu Schärpe und Trageweise siehe oben (Von 1921 bis heute).

### Von 1921 bis heute
Das Ordenskreuz ist ein achtspitziges, rot emailliertes Kreuz mit weißem Rand und goldenen Strahlen in den Winkeln, mit goldenen Kugeln auf den Spitzen, auf dem Avers des Kreuzes befindet sich der weiße polnische Adler mit goldenem Schnabel und goldenen Klauen und einer goldenen Königskrone auf dem Kopf. Der Revers ist nicht emailliert, mit einem runden weißen, von einem grünen Lorbeerkranz umgebenen Mitten-Medaillon, das die Initiale RP (Rzeczpospolita Polska – „Republik Polen“) trägt. Die Arme des Kreuzes im Revers tragen die Inschrift Za ojczyznę i naród („Für Vaterland und Nation“).
Der silberne Ordensstern ist achtstrahlig und mit demselben Kreuz, jedoch ohne Kugeln auf den Spitzen, belegt, ohne den Adler, mit denselben Emblemen und Inschriften, die im Revers des Ordenskreuzes auftreten. In den Winkeln des Kreuzes befinden sich goldene Flammen. Der Orden wird an einem hellblauen gewässerten Schulterband von der rechten Schulter zur linken Hüfte getragen.

## Bekannte Ritter des Ordens vom Weißen Adler
- siehe Ritter des Weißen Adlerordens (Kongresspolen)
- siehe Ritter des Weißen Adlerordens